# 小梁川盛宗
小梁川 盛宗（こやながわ もりむね）
- 室町時代の人物。
- 戦国時代の人物。

## 室町時代の盛宗
小梁川盛宗（こやながわ もりむね、永享12年（1440年） - 明応9年10月28日（1500年11月19日））は室町時代の人物。陸奥小梁川氏の祖。伊達持宗の子。中務少輔。小梁川親朝、小梁川宗朝の父。
伊達郡の小梁川の地に分家し、小梁川氏を興した。下記の盛宗は曾孫である。

## 戦国時代の盛宗
小梁川 盛宗（こやながわ もりむね、大永3年（1523年）- 文禄4年1月14日（1595年2月22日））は、戦国時代の人物。陸奥小梁川氏当主。伊達氏家臣。伊達晴宗の娘婿。小梁川親宗（尾張守）の子。小梁川宗重の父。中務。小梁川親朝系の人物であり、上記の盛宗は曽祖父にあたる。
伊達晴宗の代から伊達氏に仕え、出羽国置賜郡の高畠城を与えられていた。智勇に優れた人物で、最上氏の武将・里見民部との戦いや大内定綱との戦いで武功を挙げた。しかし1570年に中野宗時が出奔したときは、これを見逃したために義弟である輝宗の怒りを買った。1585年に伊達輝宗が死去すると、老齢を理由に一線から退いて隠居し、以後は伊達政宗の側近として政宗に助言したと言われている。晩年は泥蟠斎と号した。文禄4年（1595年）正月14日、京都で死去した。享年73。法名は心連院泥蟠日雄居士。